# وجوه عشق
وجوه عشق (ایتالیایی: I volti dell'amore) یک فیلم صامت به کارگردانی کارمینه گالونه است که در سال ۱۹۲۴ منتشر شد. این فیلم بر اساس زندگی بازیگر فرانسوی آدرین لوکوورر ساخته شد.

## بازیگران
- آنجلو فراری
- سوآوا گالونه
- آلفردو مارتینلی
- جوزپه پیه‌روتسی